# Нишка пивара
Нишка пивара је прво индустријско предузеће у Нишу основано 1884. године у време пуштања у саобраћај прве железничке пруге од Ниша до Београда, од стране индустријалца пореклом из Аустроуигарске Јована (по рођењу Јозефа) Апела. Била је то прва парна пивара са капацитетом од 20 хектолитара дневно, која је временом Нишко пиво, произведено у овој пивари по рецептури Јована Апела учинила препознатљивим бренд пива са југа Србије, чија једна од  марки пива носи име „Апел“. 
Кроз  историју дугу скоро 140 година Нишко пиво и други брендови Нишке пиваре, трпели су промене кроз које је у власничком и организационом смислу пролазила и сама Нишка пивара. Упркос успона и падова Нишко пиво је све време опстајало на тржишту,  захваљујући грађанима југа Србије, навикнутим на укус пиварских производа из ове пиваре.

## Историја
Оснивач пиваре је Јозеф Апел, пореклом из Аустроугарске, који је у Србију дошао са знатним финансијским капиталом и 1865. године отворио ручну пивару у Алексинцу , тада на јужној граници  Кнежевине Србије са Османским царством. Иако је био римокатолик,  Јозеф Апел је након што је примио православље међу Србима постао познат и као Јован Апел.
Након ослобођења Ниша од Османског царства 1878. године, ова турска касаба постаје друга престоница Краљевине Србије, и нараста на 16.178 становника што је уз новоизграђену железничку пругу повезује са Европом и чини привлачном  за пословне људе као (за оно време) велики потрошачки центар. Вођен овим мотивима Јован Апел је у Нишу од Турака који су масовно напуштали Ниш купио око 6 хектара земље и на њој саградио прву парну пивару 1884. године. Ово земљиште било је једно од три највећа земљишна поседа који су власници из других места поседовали у атару Ниша. Касније је новим куповинама ово земљиште проширио, тако да је по њему касније читав крај добио назив „Апеловац“. 

### Пивара од оснивања до Великог рата
Пивару је саградио у подножју брда Горица поред саме железничке станице, и у њој пословао под именом „Пивара Јована Апела и синова“. Уз пивару Јован је отворио и велику пивницу. Пивара је с краја 19. века производила 20 хектолитара пива дневно.
Организујући се на нов начин, Јован Апел је поседовао две пиваре:
- Пивару у Алексинцу која је имала казан Шимелбуша произведен у Бечу 1882 године, од 4 коњске снаге
- Пивару у Нишу, која је носила назив „Апеловац“, коју је осавремениио намештајем Шимелбуша из Прага од 14 коњских снага, у којој је поред пива произвођен и вештачки лед (око 5.000 кг дневно).

Рад у пиварама одвијао се на занатски начин коришћењем локалних сировина, док је хмељ увожен из Чехословачке.
Пиварама је Јован Апел управљао све до смрти 1897. године када су пиваре у Алексинцу и Нишу наследили синови Јосиф (1872—1927) и Хуберт. Крајем 19. и почетком 20. века нови наследници нису били довољно спремни да управљају пиварама, које су радиле са великим колебањем у производњи. Они су 1900. године Пивару из Алексинца преселили у Ниш, а у Алексинцу основали фабрику за производњу слада. Током 1903. године пивара у Нишу је добила је нова постројења и повећала капацитет на 40.000 хектолотара пива дневно. Међутим како је пивара радила само са 4 радника она је производила знатно мање количине пива од њених могућности.
Да би повећала производњу пива, 1910. године 25 имућнијих грађана купило је пивару Јована Апела и основало Удружење пивара Апеловац.

### Пивара у време Великог рата
У време Великог рата пивара је у већем делу била девастирана. Окупатор је из ње однео сву опрему: 837 сандука са 30.160 боца за пиво, 22.000 килограма јечма, 6.175 литара пива.

### Пивара између два свестка рата
Године 1925. под десетогодишњи закуп Пивару узима познати индустријалац, др Геодон Дунђерски, власник пиваре у Великом Бечкереку. Он убрзо уводи и једну новину „слање пива на телефонски позив“.

### Пивара у време Другог свестког рата
За време Другог светског рата, на захтев окупатора пивара је појачала рад, па је према подацима из августа 1941. године запошљавала 40 радника који су производили пиво у већим количинама него пре рата. Присутво окупационих снага Апел је јако добро искористио и непрестано је повећавао производњу све до истека залиха. По истеку залиха производња је смањена, па је број радника у августу 1942. године смањен на 18. На проблеме у производњи до краја рата утицало је недостатак сировина и њихова јако висока цена на пијацама и немогућност увоза боца, затварача за боце и хмеља.
Да би лакше решавао ове проблеме Јован Апел се укључио у рад квислиншке власти у оквиру општинске управе. И поред тога иако је број радника крајем 1942. године смањен на 8, пивара је добро пословала, о чему говори извештај сачињен после ослобођења у коме се наводи да је пивара остварила добит од око 19,7 милиона динара од пива и леда испоручиваног војсци и грађанству.

### Пивара у социјалистичкој Југославији
По окончаљу Другог свестког рата Нишка пивара „Апеловац” Јована Апела, поднела је пријаву за регистрацију. регистрација не само да није одобрена већ је 1946. године социјалистичка власт донела одлуку о преносу приватне својине у државну. Тиме је након више од 60 година рада престало да постоји прво приватно индустријско предузеће у Нишу.
Пивара „Црвена звезда”
Пресудом Војног суда Нишке војне области Пивара постаје државна својина под називом „Црвена звезда”.
Пивара „Београд” погон Ниш
Пивара „Београд“ 1957. године преузима обавезу да Нишку пивару, која је запала у потешкоће, оспособи за рад.
Период рада Пивари Ниш у оквиру Пивара „Београд” омогућио јој је не само обнову рада већ и афирмацију њених производа на ширем простору него икада раније. Квалитет пива је непрестано побољшавана чиме је враћен углед нишком пиво међу угоститељима и другим потрошачима, а тиме је у потпуности консолидован и рад пиваре.
Пивара „Ниш”
Током 1962 године Погон Пивара „Београд”  постаје Пивара Ниш, и уз даље реконструкције успева да оствари рекордну производњу од 30 хиљада хектолитара пива.

### Пивара у држави Србији
У новој држави у пивари расте број запослених, који 1994. године достиже цифру од 500 радника, Капацитет варионице је 500 хиљада хектолитара, а линије за отакање 250 хиљада, што је покренула улагања у отклањање овог уског грла, и друге даље значајне инвестиције.

## Галерија
- Фабричка продавница пива и сокова
- Неки од брендова Нишке пиваре